# Abadan (Turkmenistan)
Abadan war eine Stadt in der Provinz Ahal im Südwesten Turkmenistans. 2013 wurde die Stadt im Rahmen eines Programms, das die Fläche der Hauptstadt um etwa 15 % vergrößerte, in Aschgabat eingemeindet.

## Geographie
Sie liegt 20 km nordwestlich der Hauptstadt Aşgabat und 30 km nördlich der Grenze zum Iran. Abadan wurde 1963 gegründet und hat ca. 50000 Einwohner.

## Geschichte
Ihr ursprünglicher (russischer) Name war Büzmeýin (Russisch: Бюзмейн), bis sie der damalige Präsident Turkmenistans, Saparmyrat Nyýazow, im Oktober 2002 umbenannte.

### Unglück durch Explosion
Am 7. Juli 2011 wurde laut Augenzeugenberichten ein großer Teil der Stadt durch Explosionen in einem Munitionslager der Armee zerstört. Demnach soll es über 1000 Todesopfer gegeben haben. Eine Internetseite hat die Zahl mit 1382 angegeben. Bei 40 Grad Celsius Hitze sollen von einem Munitionslager mehrere Kurzstreckenraketen gestartet sein und diese sollen in Häuser, unter anderem auch Schulen und Krankenhäuser, eingeschlagen haben. Fast ein Drittel der Getöteten seien Kinder.  Diese Angaben wurden von offizieller Seite noch nicht bestätigt, vielmehr ist dort von der Explosion von Feuerwerkskörpern in einem Kaufhaus die Rede, bei der 13 Personen ums Leben gekommen seien.